# Josef František Fortin
Josef František Fortini (19. února 1727 Český Krumlov – 5. července 1762 Český Krumlov) byl příslušník stavitelského rodu Fortini, syn schwarzenberského architekta Františka Jakuba Fortina a sám stavitel knížecího dvora v Českém Krumlově v době vlády knížete Josefa I. Adama ze Schwarzenbergu.

## Život
Josef František Fortin se narodil roku 1727 v Českém Krumlově. Jeho otec František Jakub pocházel z původně vlašského rodu Fortini, jehož členové působili jako stavitelé v jižních Čechách a zvlášť ve službách knížat ze Schwarzenbergu. Jakub František Fortin se rozhodl pokračovat v řemesle svého otce a předků a po vyučení vstoupil do knížecích služeb u dvora v Českém Krumlově, kde po boku svého otce působil jako architekt.
Velmi brzy se však začal věnovat vlastním projektům. Již roku 1750 tak byl podle jeho plánů přestavěn zámeček Kvítkův dvůr v blízkosti zámku Český Krumlov a o rok později vypracoval plán nové lázeňské budovy v Dobré Vodě. Roku 1754 vystavěl novou kostelní věž v Chrobolech a ve stejném roce podal i návrh přestavby letohrádku Bellarie v Českém Krumlově, který ovšem nebyl realizován. Roku 1756 vyprojektoval plány přístavby jižního křídla zámku Červený Dvůr a do roku 1760 zde sjednotil vnější fasády. V roce 1758 se jako knížecí stavitel účastnil i stavebních úprav Minoritského kláštera v Českém Krumlově.
Josef František Fortin zemřel předčasně roku 1762 ve věku 35 let. Jeho dětí (Josef, Alois, Marie, Anna) se ujal jeho bratr Augustin, nicméně žádný z těchto potomků v rodovém řemesle nepokračoval a rod Fortini dále do dějin architektury v jižních Čechách smrtí Josefa Františka Fortina a posléze Františka Jakuba již nezasáhl.